# Caerfyrddin (circonscription)
Carmarthen (circonscription du Parlement britannique, 2023)
Pour les articles homonymes, voir Carmarthen (homonymie).
Carmarthen
Caerfyrddin, également connu sous le nom alternatif de Carmarthen, est une division électorale britannique envoyant un représentant à la Chambre des communes à partir des élections générales de 2024.
C'est une circonscription de comté érigée à la suite d’un décret de 2023 permettant le morcellement du pays de Galles en 32 sièges.

## Histoire
Dans le cadre de la révision des circonscriptions parlementaires de 2023, le rapport final de la commission des limites pour le pays de Galles préconise la création de Caerfyrddin (également désigné sous le nom alternatif de Carmarthen) à partir de trente-quatre sections électorales comprises dans deux circonscriptions existantes : vingt-quatre relevant de celle de Carmarthen East and Dinefwr et dix de Carmarthen West and South Pembrokeshire.
Caerfyrddin est érigé comme circonscription de comté par le Parliamentary Constituencies Order 2023 à partir d’une portion de territoire d’une zone principale, le comté du Carmarthenshire (portion de trente-quatre sections électorales).

## Description

### Toponymie
La circonscription tire son nom de la principale agglomération présente sur son territoire : Caerfyrddin. Elle dispose d’un nom alternatif, Carmarthen.

### Données démographiques
Selon le rapport final sur la révision périodique des circonscriptions parlementaires de la commission des limites pour le pays de Galles, la circonscription détient 72 683 électeurs (données 2020) sur une superficie estimée de 2 034 km2.
D’après le dernier recensement de la population en vigueur (2021) publié par l’Office for National Statistics en 2022, la circonscription admet une population résidentielle totale (all usual residents en anglais) de 93 849 habitants. Caerfyrddin ne comprend qu’une zone urbanisée (built-up area en anglais) de plus de 10 000 habitants, classée comme « petite agglomération », Carmarthen (16 455),.

## Représentation
| Législature | Période | Période | Membre | Groupe | Fonction |
| ----------- | --- | --- | --- | --- | --- |
| LIXe        | Cycle parlementaire devant être ouvert au plus tard à partir du 28 janvier 2025, date limite de la tenue des prochaines élections générales des Communes | Cycle parlementaire devant être ouvert au plus tard à partir du 28 janvier 2025, date limite de la tenue des prochaines élections générales des Communes | Cycle parlementaire devant être ouvert au plus tard à partir du 28 janvier 2025, date limite de la tenue des prochaines élections générales des Communes | Cycle parlementaire devant être ouvert au plus tard à partir du 28 janvier 2025, date limite de la tenue des prochaines élections générales des Communes | Cycle parlementaire devant être ouvert au plus tard à partir du 28 janvier 2025, date limite de la tenue des prochaines élections générales des Communes |

## Résultats électoraux
| Candidat                   | Candidat            | Étiquette           | Parti               | Vote | Vote | Vote |  |
| Candidat                   | Candidat            | Étiquette           | Parti               | Voix | %    | ±    |  |
| -------------------------- | ------------------- | ------------------- | ------------------- | ---- | ---- | ---- |  |
|                            |                     | CON                 | Parti conservateur  |      |      | ND   |  |
|                            |                     | PC                  | Plaid Cymru         |      |      | ND   |  |
|                            |                     | LAB                 | Parti travailliste  |      |      | ND   |  |
|                            |                     | LIB DEM             | Démocrates libéraux |      |      | ND   |  |
|                            |                     |                     |                     |      |      |      |  |
| Majorité                   | Majorité            | Majorité            | Majorité            |      |      | ND   |  |
| Transfert de Butler        | Transfert de Butler | Transfert de Butler | Transfert de Butler |      |      | ND   |  |
|                            |                     |                     |                     |      |      |      |  |
| Corps électoral            |                     |                     |                     |      |      |      |  |
| Abstention, blancs et nuls |                     |                     |                     |      |      |      |  |
| Exprimés                   | Exprimés            | Exprimés            | Exprimés            |      |      | ND   |  |